# Amy – Az Amy Winehouse-sztori
Az Amy – Az Amy Winehouse-sztori egy 2015-ös brit dokumentumfilm, amelyet Asif Kapadia rendezett és James Gay-Rees producer készített. A film Amy Winehouse angol énekes-dalszerző életét és a kábítószerrel való küzdelmét mutatja be, mind a karrierje felvirágzása előtt és után, ami végül a halálát okozta. 2015 februárjában, a Grammy előtti rendezvényen debütált egy Winehouse életén alapuló előzetes. David Joseph, a Universal Music UK vezérigazgatója bejelentette, hogy az Amy című dokumentumfilm még abban az évben megjelenik. Továbbá kijelentette: „Úgy két évvel ezelőtt elhatároztuk, hogy filmet készítünk róla – a karrierjéről és az életéről. Ez egy nagyon bonyolult és gyengéd film. Sok mindent feldolgoz a családról és a médiáról, a hírnévről, a függőségekről, de ami a legfontosabb, hogy megragadja azt, ami ő maga volt: egy csodálatos ember és egy igazi zenei zseni.”
Az Amy – Az Amy Winehouse-sztori premierje a 2015-ös cannes-i filmfesztiválon volt, a Midnight Screenings szekcióban mutatták be. Az Altitude és az A24 forgalmazásában 2015. július 3-án került a mozikba. A filmet a kritikusok elismeréssel fogadták, 33 jelölést kapott és összesen 30 díjat nyert, köztük a 28. Európai Filmdíj Legjobb dokumentumfilmje, a 69. Brit Filmakadémia Legjobb dokumentumfilmje, az 58. Grammy-gála Legjobb zenei filmje és a 88. Oscar-gála Legjobb dokumentumfilmje díját. Az Amy sikere és a hozzá készült filmzene is Winehouse második posztumusz jelölését eredményezte a 2016-os BRIT Awards díjkiosztón a Legjobb brit női szólóelőadó kategóriában.

## Szinopszis
A film története Amy Winehouse énekesnő-dalszerző életére összpontosít, akit 2011. július 23-án, 27 éves korában, alkoholmérgezés következtében holtan találtak az észak-londoni Camdenben lévő otthonában.
A film egy 1998-as házi videóval kezdődik, amelyen a 14 éves Winehouse együtt énekel régi barátnőjével, Juliette Ashbyvel közös barátnőjük, Lauren Gilbert születésnapi partiján, egy londoni Southgate-i házban. A dokumentumfilm további része kronologikus sorrendben mutatja be a dalszerzőnő életét a korai gyermekkortól kezdve, a Frank című debütáló albumán (2003) és második, utolsó albumán, a Back to Blacken (2006) keresztül kereskedelmi sikereket elért zenei karrierjén át a zűrös kapcsolataiig, az önkárosításig, a bulimiáig, a vitatott médiafigyelemig, valamint a drog- és alkoholfüggőségével járó bukásáig, egészen 2011-ben bekövetkezett haláláig.
Kapadia több mint 100 interjút készített Winehouse barátaival és családtagjaival, amelyek a sztár életéről szóló elbeszéléssé állnak össze. A film számos, eddig nem látott felvételeket és eddig nem hallott dalokat mutat be, amelyeket Winehouse a halála előtti években rögzített. Ezek olyan számok, vagy olyan ritka élő felvételek, mint a Stronger Than Me, az In My Bed, a What Is It About Men? és Donny Hathaway We're Still Friends, Johnny Mercer Moon River című dalának feldolgozása, amikor Winehouse 2000-ben, 16 évesen részt vett a National Youth Jazz Orchestra-ban, vagy olyan, az énekesnő által soha nem publikált dalok, mint a Detachment és a You Always Hurt The Ones You Love.
Winehouse-ról számos, eddig nem látott archív felvétel látható, például amikor 2001 januárjában barátjával, Tyler Jamesszel egy taxiban ülve és turnékra autózva videóra veszik, valamint régi barátnője, Lauren Gilbert nyaralókazettáján a spanyolországi Mallorcán 2005 augusztusában. A filmben különböző interjúk is láthatók, például Jonathan Ross-szal, Tim Kash-szal, és egy vicces videó, amikor Winehouse-t interjúvolják és az énekesnő Didóval beszélgetnek 2004-ben, amikor a debütáló albumát népszerűsítette. A dokumentumfilm azt is bemutatja, amikor Winehouse 2008-ban Londonból élőben lépett fel a Grammy-díjátadón, és elnyerte az Év felvétele díjat.
A filmben láthatók felvételek arról is, amikor volt férjével, Blake Fielder-Civillel közösen szerepel, különböző fellépések, valamint amikor 2003 februárjában meghallgatáson volt az Island Recordsnál, ahol az I Heard Love Is Blind című dalt énekelte. Szintén szerepelnek felvételek abból az időből, amikor 2006 márciusában második albumát rögzítette, valamint egy Tony Bennett-tel 2011 márciusában készített duett kislemez felvétele, a Body and Soul, amely a halála előtti utolsó felvétele volt. Néhány képkockát láthatunk a szerbiai Belgrádból is, egy hónappal a halála előtt tartott utolsó, zűrzavaros fellépéséről. A film zárásaként Juliette Ashby, régi barátnője beszél az utolsó telefonbeszélgetéséről Winehouse-szal, a felvételek azt mutatják, ahogy Winehouse holttestét kiviszik otthonából, Bennett pedig kijelenti: „Az élet igazán megtanít arra, hogyan kell élni, ha elég sokáig élsz”. Ezután három nappal később az észak-londoni Edgwarebury temetőben és Golders Green krematóriumban tartott temetésről készült felvételeket mutatják be. A filmet Winehouse gyermekkorától haláláig készült képsorok zárják, alatta Antonio Pinto Amy Forever című szerzeménye hallható.

## Közreműködők

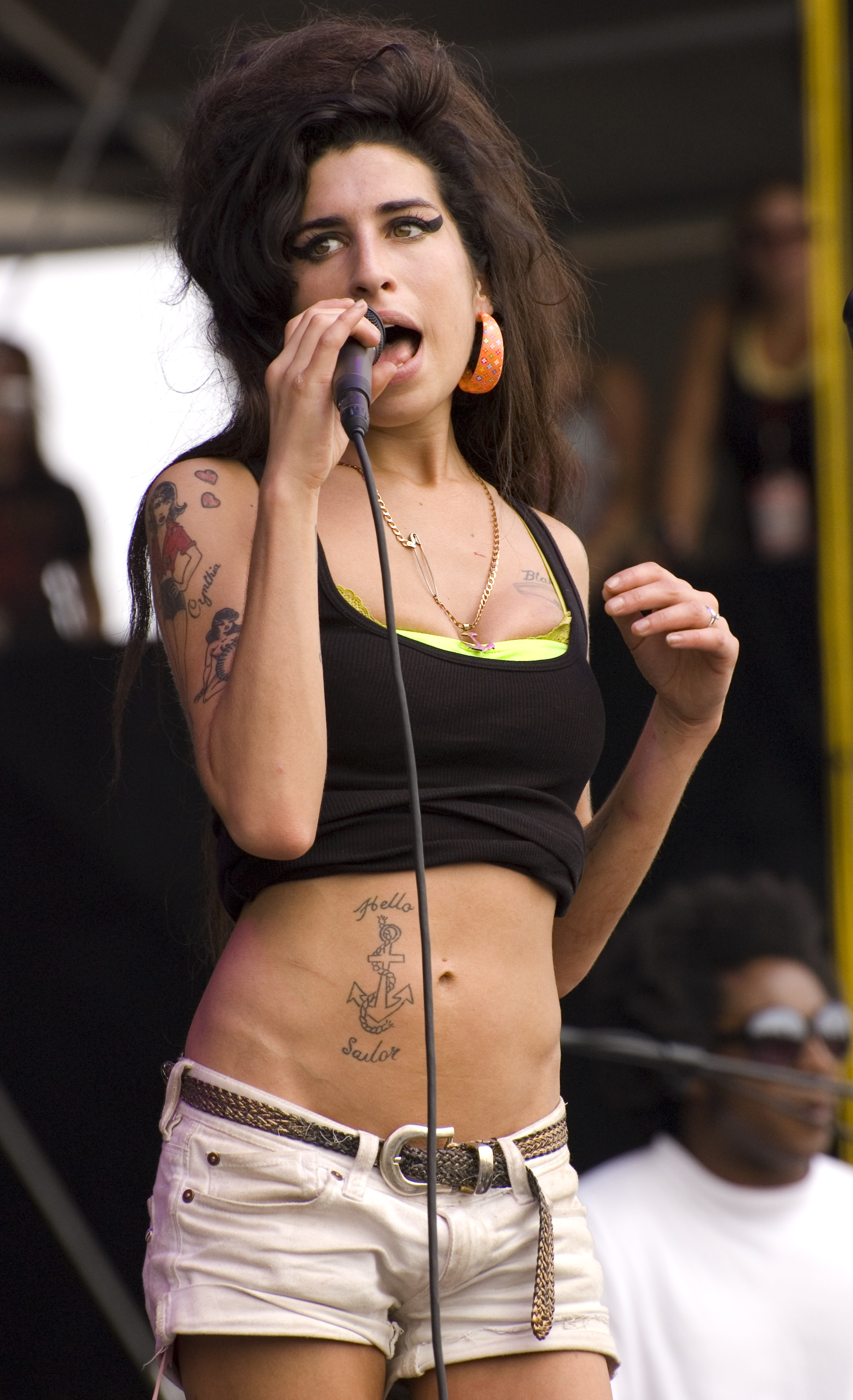
A film szereplője, Amy Winehouse a Virgin Fesztiválon, Baltimore-ban 2007-ben

A következő személyek nagymértékben hozzájárultak a dokumentumfilmhez archív felvételek és rögzített interjúk révén:
- Amy Winehouse
- Mitchell Winehouse, szülő
- Janis Winehouse-Collins, szülő
- Raye Cosbert, menedzser és promóter
- Nick Shymanksy, ex-menedzser és barát
- Blake Fielder-Civil (Blake Fielderként feltüntetve), egykori férj
- Tyler James, barát és lakótárs
- Juliette Ashby, barát és lakótárs
- Lauren Gilbert, barát
- Blake Wood, barát
- Mos Def (Yasiin Beyként feltüntetve), zenész
- Pete Doherty, zenész
- Tony Bennett, zenész
- Mark Ronson, producer
- Salaam Remi, producer
- Andrew Morris, testőr
- Cristina Romete, orvos
- Chip Somers, drogkonzulens
- Sam Beste, zongorista
- Dale Davis, zenei rendező és basszusgitáros
- Shomari Dilon, hangmérnök
- 'Spiky' Phil Meynell, a Trash Club promótere
- Monte Lipman, a Republic Records elnöke és vezérigazgatója
- Lucian Grainge, a Universal Music Group vezetője
- Guy Moot, a Sony/ATV Music Publishing Egyesült Királyságbeli elnöke
- Nick Gatfield, az Island Records elnöke
- Darcus Beese, A&R az Island Recordsnál

## Gyártás
2012-ben a Universal Music először James Gay-Rees filmproducert kereste meg, hogy az Ayrton Sennáról szóló dokumentumfilm mögött álló csapat érdeklődne-e egy Amy Winehouse-ról szóló projekt iránt.
2013. április 25-én megerősítették és bejelentették, hogy a Senna (2010) című dokumentumfilm mögött álló csapat, köztük Asif Kapadia rendező és a Universal Music filmet készít a néhai énekes-dalszerzőről. Kiderült, hogy a film nagyon hasonlít majd a Sennához, és Winehouse-ról eddig nem látott felvételeket is bemutatnak. Kapadia és Gay-Rees kijelentette: „Mindenki a bűvkörébe került. De tragikus módon úgy tűnt, hogy Amy szétesett a könyörtelen médiafigyelem, a zűrös kapcsolatai, a globális sikere és a bizonytalan életmódja alatt”. A projektet a 2013-as cannes-i filmfesztiválon prezentálták, és azt mondták, hogy a dokumentumfilm 2015-ben kerül a mozikba.

## Zene
A dokumentumfilmben különböző, még nem hallott számok szerepelnek, amelyeket Winehouse 2003-as karrierje kezdetétől egészen haláláig készített. A filmben olyan élő foglalkozások szerepelnek, mint például: There Is No Greater Love, Stronger Than Me, In My Bed, Rehab és What Is It About Men, Johnny Mercer Moon River című dalának feldolgozása, amelyet Winehouse 16 éves korában, 2000-ben a National Youth Jazz Orchestra előadásában adott elő, és Donny Hathaway We're Still Friends című dala, valamint az énekesnő által írt, eddig soha nem hallott dalok, mint a Detachment és a You Always Hurt The Ones You Love szövege, Pinto Amy Lives című szerzeményével kombinálva. Winehouse-t 2006 márciusában felvették, amikor a 2007-es Back to Black című kislemezét rögzíti, és a jól ismert számaiból is vannak vágások és képek, ami hozzájárul a film minden egyes képanyagának feltárásához.

### Filmzene
2015. október 8-án az Island Records bejelentette, hogy a film zenéje 2015. október 30-án jelenik meg. A filmzene különböző zeneszámokat tartalmaz, amelyek a dokumentumfilmben is szerepeltek; köztük Winehouse klasszikus számait és Antonio Pinto zeneszerzőnek a filmben szereplő szerzeményeit. A filmzene később, 2016. április 1-jén másodszor is megjelent bakelitlemezen az Egyesült Királyságban és Írországban.
A huszonhárom számot tartalmazó albumon Winehouse olyan jól ismert számai szerepelnek, mint a Stronger Than Me, a Tears Dry on Their Own és a Back to Black, a What Is It About Men, a Rehab, a We're Still Friends és a Love Is a Losing Game élő előadásai, olyan demó számok mint a Some Unholy War és a Like Smoke; a The Zutons Valerie című dalának Winehouse és Mark Ronson által előadott feldolgozása, valamint a Body and Soul 2011-es verziója Winehouse és Tony Bennett előadásában. A filmzene egyben a második posztumusz válogatásalbum Winehouse zenéjéből.
A kereskedelmi siker és a film mögötti zene miatt Winehouse második posztumusz jelölését kapta a 2016-os BRIT Awards-on a Legjobb brit női szólóénekes kategóriában, amelyet Adele nyert meg, Winehouse pedig posztumusz Grammy-díjat kapott a 2016-os Grammy-díjátadón a Legjobb zenei film kategóriában. Ez volt Amy pályafutásának kilencedik elismerése, és a harmadik posztumusz.

## Megjelenés
Az Amy – Az Amy Winehouse-sztori 2015. július 3-án jelent meg az Egyesült Királyságban, New Yorkban és Los Angelesben világszerte pedig július 10-én.
A film világpremierje a 2015-ös cannes-i filmfesztivál éjféli vetítések szekciójában volt 2015. május 16-án. Olyan zenészek, mint a HAIM, Leona Lewis és Emeli Sandé is jelen voltak, és összegyűltek az eseményre, valamint a film stábja is. A film brit premierje 2015 júniusában volt az Edinburgh-i Nemzetközi Filmfesztiválon.
A filmet június 30-án az Egyesült Királyság mozijaiban különleges vetítéssel mutatták be, amelyet élőben közvetítettek a londoni GALA premierről a Picturehouse-ban. A vetítés során a Facebookról, a Twitterről és a közönségtől is érkeztek kérdések. A film rendezője, Asif Kapadia, James Gay-Rees producer és barátja, Nick Shymansky válaszolt rájuk, majd a filmet a 2007-es Love Is a Losing Game című klippel Winehouse előtti tisztelgéssel zárták.

### Marketing
2015. február 8-án a 2015-ös Grammy-díjátadó előtti rendezvényen debütált az Amy előzetese. A dokumentumfilm moziplakátja 2015. március 18-án jelent meg a Twitteren, az első trailer pedig 2015. április 2-án, és több mint kétmillióan látták az Altitude Film YouTube-csatornáján. A rövid klip felvételein Winehouse fiatal nőként, zenei karrierje kezdetén látható, amint arra a kérdésre válaszol, hogyan látja magát művészként, és hogyan viszonyul a hírnévhez.
A filmből az Altitude Film és az A24 különböző hivatalos kedvcsináló videoklipeket tett közzé a YouTube-on a dokumentumfilm júliusi bemutatójának előkészületeihez, köztük olyanokat, amelyekben Winehouse arról beszél, hogyan érezte magát a depresszió miatt, hogyan kezelte volna szerinte a hírnevet a korai éveiből, amikor 2006 márciusában Back to Black című albumát vette fel lemezproducerével, Mark Ronsonnal, és amikor 1998-ban barátnője, Lauren Gilbert tizennegyedik születésnapi partiján a Happy Birthday című dalt énekelte, ami 48 óra után több mint egymillió megtekintést ért el. 2015 májusában jelent meg az első teaser-klip a filmből. A rövid klip egy őszinte pillanatot mutat be, amikor Winehouse a kamerával szórakozik és énekel, miközben Nick Shymanksy, menedzsmentjének egyik tagja felidézi a dalszerzési folyamat kezdetét; a videó egy még nem hallott számmal zárul, amelyet Winehouse rögzített Detachment címmel, amit eredetileg a Back To Black (2006) című albumára szántak.
2015. május 18-án jelent meg a hivatalos moziplakát a film Twitter-oldalán. 2015. május 20-án az Altitude Film közzétette az első hivatalos, teljes hosszúságú előzetest. A trailerben a 2007-ben megjelent Back To Black című dal hallható. A videó felvételeket mutat be Winehouse-ról a gyermekkorától kezdve a korai interjúkig, a paparazzók kemény médiafigyelméről, a fellépésekről, a különböző díjátadásokról, a férjével, Blake Fielder-Civillel való problémás kapcsolatáról és arról, hogy mit érez iránta: „Beleszerettem valakibe, akiért meg tudnék halni”. A trailerben olyan emberek hangja is hallható, akiket Winehouse ismert, és akik elmondják, hogyan éreztek iránta, például Tony Bennett és Mos Def. A videó a Love Is a Losing Game című számmal zárul, Winehouse-ról készült felvételekkel, különböző ötcsillagos kritikákkal, és Winehouse kijelentésével: „Nem hiszem, hogy egyáltalán híres leszek", és: "Nem vagyok egy lány, aki sztár akar lenni... Én csak egy lány vagyok, aki énekel”. A trailer 24 óra után több mint egymillió megtekintést kapott az A24 YouTube-csatornáján. A film megjelenése után egy második hivatalos trailer is megjelent, amely Winehouse ellentmondásos hírnevét, celeb életmódját és azt örökíti meg, hogy hogyan küzdött ezzel egész karrierje során. 2015. szeptember 16-án egy másik, eddig még nem látott klip is megjelent, amelyen Winehouse 2004-ben, a Frank (2003) megjelenése után, barátjával, Nicky Shymanskyval szórakozik New Yorkban.

### Otthoni média
2015. szeptember 16-án a Universal Music bejelentette, hogy az Amy 2015. november 2-án jelenik meg DVD-n/Blu-ray-n és digitális letöltés formájában az Egyesült Királyságban és Írországban. Az Egyesült Államokban 2015. december 1-jén jelent meg. A kétlemezes csomag tartalmazza a játékfilmet, valamint különleges extrákat; például Winehouse korábban nem látott felvételeit, valamint ritka fellépéseket a Metropolis stúdióban, a film trailereit és a dokumentumfilm készítését. 2015 novemberében csak Franciaországban jelent meg az Amy különleges, limitált kiadású díszdobozos szettje, amelyben a film DVD-je mellett egy különleges füzet, egy filmposzter, válogatott Amy Winehouse-fotók és egy, a film témáját feldolgozó póló is megtalálható.

## Fogadtatás

### Bevételek
Az Amy megdöntötte az Egyesült Királyságban a brit dokumentumfilmek legmagasabb nyitóhétvégéjének rekordját, három nappal a július 3-i bemutató után 133 moziban 519 000 fontot hozott. Az Egyesült Államokban is sikert aratott, mindössze hat moziban 142 000 fontot termelt, mielőtt a következő hetekben tovább bővült volna. A film három nap alatt 37 002 dolláros átlagot ért el az Egyesült Államokban. A film hat helyszínen 222 015 dollárral nyitott, a helyszíni átlag 37 002 dollár - 10 000 dollárral több, mint amit a Fahrenheit 9/11 (2004) ért el az első hétvégén, és még a Pingvinek vándorlása (2005) 44 373 dolláros eredményét is felülmúlta, és a film a július 10-i országos bemutató után tovább növelte a jegybevételi csúcsát.

### A kritikusok értékelései
Az Amy elnyerte a kritikusok tetszését. A Rotten Tomatoes-on a film 222 értékelés alapján 95%-os értékelést kapott, 8,40/10-es átlagértékeléssel. A honlap konszenzusa szerint: „Az Amy éppoly lebilincselő, mint amilyen szomorú, erőteljesen őszinte pillantást vet a művészet és a hírességek közötti csavaros kapcsolatra – és a függőség halálos spiráljára”. A Metacritic 41 kritika alapján 100-ból 85-ös értékelést adott neki, ami „általános elismerést” jelent.
Robbie Collin a The Telegraph-tól az ötből négy csillaggal értékelte a filmet, és méltatta, hogy „Amy Winehouse dicsőséges felemelkedését és szívszorító bukását meghatóan dokumentálja a Senna rendezője”. Guy Lodge a Variety-től ezt nyilatkozta: „A tehetséges brit soulénekes felemelkedését és pusztító bukását mutatja be Asif Kapadia, a Senna rendezője ebben a mélyen átélt dokumentumfilmben.” A Heat és a Stylist is ötből ötre értékelte a filmet, „briliánsnak” és „kihagyhatatlannak” minősítve azt. Peter Bradshaw a The Guardiantól ötből ötöst adott a filmnek, „tragikus mesterműnek” nevezve azt, és azt mondta: „Ez a dokumentumfilm a néhai brit soulénekesnőről egy elsöprően szomorú, intim – és megdöbbentő – tanulmány egy olyan nőről, akinek tehetsége és karizmája segített abban, hogy célponttá váljon”. Geoffrey Macnab a The Independent-től szintén ötből ötre értékelte a dokumentumfilmet, „briliánsnak” és „kimondhatatlanul szomorúnak” minősítette, és kijelentette: „Sok-sok tényező járult hozzá ahhoz, hogy Amy Winehouse kisiklott a sínről, és ezeket az Amy hatásában feltárják”. A The Guardian szerint az Amy az év végén a harmadik helyre került „A 2015-ös év 50 legjobb filmje Ausztráliában”, és a hatodik helyre került „A 2015-ös év 50 legjobb filmje az Egyesült Királyságban” között.

### A család reakciója
A filmet Winehouse édesapja, Mitch Winehouse élesen bírálta. Elhatárolódott a dokumentumfilmtől, és szóvivője szerint a film „félrevezető” és „tartalmaz néhány alapvető valótlanságot”. 2015. május 7-én Winehouse apja, Mitch megjelent a This Morning című műsorban, és „abszurdnak” nevezte a filmet. Továbbá kijelentette:
„A film nem túl jól ábrázol engem. Nincs benne egyensúly, nincs benne semmi az alapokról. Nem túl jó színben tüntet fel engem és Amyt”.
Ugyanakkor azt is elmondta, hogy a film „kiváló” és „gyönyörű” felvételeket tartalmaz Winehouse-ról. Majd hozzátette: „Az egyik felem azt akarja mondani, hogy ne nézzétek meg. De aztán a másik felem azt mondja, hogy talán menjetek el megnézni a felvételeket, tegyétek be a fejhallgatót, és hallgassák Amy zenéjét, miközben nézitek a videókat. A narratívával van a probléma.”
A dokumentumfilmet a Universal Music kezdeményezte, de csak akkor biztosították az énekesnő szüleinek, Mitch és Janis Winehouse-nak az együttműködését, amikor Kapadiát szerződtették a film rendezőjének. Winehouse édesapja, aki rajongott a rendező előző, Senna (2010) című dokumentumfilmjéért, azt szerette volna, hogy néhai lánya dokumentumfilmje is ugyanilyen elbánásban részesüljön. A Winehouse-ról készült kész filmet látva azonban Mitch elégedetlen volt azzal, ahogyan a film őt ábrázolta. Mivel úgy érezte, hogy őt gonosztevőként ábrázolták, Mitch jogi lépésekkel fenyegetőzött, amíg a filmben korlátozott változtatásokat nem eszközölnek. A film végleges vágását azonban még mindig nyilvánosan elítélte, azt állítva, hogy Kapadiának kezdettől fogva az volt a célja, hogy őt tegye antihőssé.
Mitch azt kérte, hogy a filmet tovább vágják, de a filmes stáb elutasította a kívánságát, hozzátéve: „Amikor megkerestek minket, hogy készítsük el a filmet, a Winehouse család teljes támogatásával léptünk be, és teljes objektivitással közelítettük meg a projektet”. Elmondásuk szerint a film mintegy „100, Amyt ismerő emberrel készített interjúból származó megállapításokat tükröz”. 2015. július 3-án (az Amy eredeti megjelenésének napján) az énekesnő apja, Mitch megjelent a Loose Women című műsorban, hogy megvédje magát a filmmel szemben, és bejelentette, hogy ő és Winehouse egykori barátja, Reg Traviss egy alternatív filmet készítenek A Letter To Amy címmel, így az egy „pontosabb” projekt lesz, hogy „kijavítsák az összes hibát és kihagyást”, ami Kapadia filmjében volt. 2016. február 24-én Winehouse édesapja, Mitch ismét megjelent a This Morning című műsorban, és kijelentette, hogy jobban szeretné, ha Adele nyerné el azt a díjat, amelyre néhai lányát posztumusz jelölték a 2016-os BRIT Awards-on. Ennek oka az volt, hogy a Legjobb brit női szólóénekesnő jelölést a film sikerének köszönhette, aminek láthatóan nem örült.

## Díjak
| Díj                                           | Kategória                                          | Díjazott/Jelölt                 | Eredmény     |
| --------------------------------------------- | -------------------------------------------------- | ------------------------------- | ------------ |
| Oscar-díj                                     | Legjobb dokumentumfilm                             | Asif Kapadia és James Gay-Rees  | Elnyerte     |
| ACE Eddie Awards                              | Legjobb vágott dokumentumfilm                      | Chris King                      | Elnyerte     |
| Austin Film Critics Association               | Best Documentary                                   | Amy                             | Jelölve      |
| Bodil Awards                                  | Legjobb nem amerikai film                          | Amy                             | Jelölve      |
| Boston Society of Film Critics                | Legjobb dokumentumfilm                             | Amy                             | Elnyerte     |
| BRIT Awards                                   | Legjobb brit női szóló előadó                      | Amy Winehouse                   | Jelölve      |
| British Academy Film Awards                   | Legjobb dokumentumfilm                             | Amy                             | Elnyerte     |
| British Academy Film Awards                   | Legjobb brit film                                  | Amy                             | Jelölve      |
| British Independent Film Awards               | Legjobb független brit film                        | Amy                             | Jelölve      |
| British Independent Film Awards               | Legjobb rendező                                    | Asif Kapadia                    | Jelölve      |
| British Independent Film Awards               | Legjobb dokumentumfilm                             | Asif Kapadia and James Gay-Rees | Jelölve      |
| British Independent Film Awards               | Év producere                                       | James Gay-Rees                  | Jelölve      |
| British Independent Film Awards               | Kiemelkedő kézműves teljesítmény                   | Chris King                      | Jelölve      |
| Broadcast Film Critics Association Awards     | Legjobb dokumentumfilm                             | Amy                             | Elnyerte     |
| Cannes Film Festival                          | Arany Szem                                         | Amy                             | Jelölve      |
| Cannes Film Festival                          | Queer Pálma                                        | Amy                             | Jelölve      |
| Chicago Film Critics Association              | Legjobb dokumentumfilm                             | Amy                             | Elnyerte     |
| Dallas–Fort Worth Film Critics Association    | Legjobb dokumentumfilm                             | Amy                             | Elnyerte     |
| Detroit Film Critics Society                  | Legjobb dokumentumfilm                             | Amy                             | Elnyerte     |
| East End Film Festival                        | Legjobb dokumentumfilm                             | Amy                             | Jelölve      |
| Edinburgh International Film Festival         | Közönségdíj                                        | Amy                             | Jelölve      |
| Edinburgh International Film Festival         | Legjobb dokumentumfilm                             | Amy                             | Jelölve      |
| Empire Awards                                 | Legjobb dokumentumfilm                             | Amy                             | Elnyerte     |
| European Film Awards                          | Legjobb európai dokumentumfilm                     | Amy                             | Elnyerte     |
| Evening Standard British Film Awards          | Legjobb dokumentumfilm                             | Amy                             | Elnyerte     |
| Film Club's The Lost Weekend Awards           | Legjobb filmzene                                   | Amy - The Original Soundtrack   | Elnyerte     |
| Florida Film Critics Circle Awards            | Legjobb dokumentumfilm                             | Amy                             | Elnyerte     |
| Golden Trailer Awards                         | Legjobb dokumentumfilm                             | Amy ("Trailer 2")               | Jelölve      |
| Golden Trailer Awards                         | Legjobb külföldi dokumentumfilm                    | Amy                             | Elnyerte     |
| Golden Trailer Awards                         | Legjobb külföldi grafika egy trailerben            | Amy ("Teaser")                  | Jelölve      |
| Golden Trailer Awards                         | Legjobb külföldi teaser                            | Amy ("Teaser")                  | Jelölve      |
| Golden Trailer Awards                         | Legeredetibb külföldi teaser                       | Amy ("Teaser")                  | Jelölve      |
| Golden Trailer Awards                         | Legjobb dokumentumfilmes TV spot                   | Amy                             | Jelölve      |
| Grammy Awards                                 | Legjobb zenei film                                 | Asif Kapadia, James Gay-Rees    | Elnyerte     |
| Hollywood Film Awards                         | Az év dokumentumfilmje                             | Amy                             | Elnyerte     |
| Houston Film Critics Society                  | Legjobb dokumentumfilm                             | Amy                             | Jelölve      |
| Indiewire Critics Poll                        | Legjobb dokumentumfilm                             | Amy                             | Második hely |
| International Documentary Association         | Legjobb játékfilm díja                             | Amy                             | Jelölve      |
| London Film Critics' Circle                   | Az év filmje                                       | Amy                             | Jelölve      |
| London Film Critics' Circle                   | Az év brit/ír filmje                               | Amy                             | Jelölve      |
| London Film Critics' Circle                   | Az év dokumentumfilmje                             | Amy                             | Elnyerte     |
| Los Angeles Film Critics Association          | Legjobb dokumentumfilm                             | Amy                             | Elnyerte     |
| MTV Movie Awards                              | Legjobb dokumentumfilm                             | Amy                             | Elnyerte     |
| National Board of Review                      | Legjobb dokumentumfilm                             | Amy                             | Elnyerte     |
| National Film Awards                          | Legjobb rendező                                    | Asif Kapadia                    | Elnyerte     |
| National Film Awards                          | Legjobb dokumentumfilm                             | Amy                             | Elnyerte     |
| New York Film Critics Online                  | Legjobb dokumentumfilm                             | Amy                             | Elnyerte     |
| Online Film Critics Society                   | Legjobb dokumentumfilm                             | Amy                             | Jelölve      |
| Producers Guild of America Award              | Filmszínházi dokumentumfilmek kiemelkedő producere | James Gay-Rees                  | Elnyerte     |
| San Diego Film Critics Society                | Legjobb dokumentumfilm                             | Amy                             | Jelölve      |
| San Francisco Film Critics Circle             | Legjobb dokumentumfilm                             | Amy                             | Jelölve      |
| Satellite Awards                              | Legjobb dokumentumfilm                             | Amy                             | Elnyerte     |
| St. Louis Film Critics Association            | Legjobb filmzene                                   | Amy - The Original Soundtrack   | Jelölve      |
| St. Louis Film Critics Association            | Legjobb dokumentumfilm                             | Amy                             | Elnyerte     |
| Toronto Film Critics Association              | Legjobb dokumentumfilm                             | Amy                             | Második hely |
| Vancouver Film Critics Circle                 | Legjobb dokumentumfilm                             | Amy                             | Elnyerte     |
| Washington D.C. Area Film Critics Association | Legjobb dokumentumfilm                             | Amy                             | Elnyerte     |
| Women Film Critics Circle Awards              | Legjobb női vagy nőkről szóló dokumentumfilm       | Amy                             | Elnyerte     |

## Fordítás
Ez a szócikk részben vagy egészben  az   Amy (2015 film) című angol Wikipédia-szócikk fordításán alapul.  Az eredeti cikk szerkesztőit annak laptörténete sorolja fel. Ez a jelzés csupán a megfogalmazás eredetét és a szerzői jogokat jelzi, nem szolgál a cikkben szereplő információk forrásmegjelöléseként.